# 2.ª etapa del Giro de Italia 2021
La 2.ª etapa del Giro de Italia 2021 tuvo lugar el 9 de mayo de 2021 entre Stupinigi y Novara sobre un recorrido de 179 km y fue ganada al esprint por el belga Tim Merlier del equipo Alpecin-Fenix. El italiano Filippo Ganna consiguió mantener el maillot de líder.

## Clasificación de la etapa
| Stupinigi - Novara | etapa llana | (179 km) |

| \| Clasificación de la etapa \| Clasificación de la etapa \| Clasificación de la etapa \| Clasificación de la etapa \| Clasificación de la etapa \| \| Ciclista \| Ciclista \| Equipo \| Tiempo \| \| \| ------------------------- \| ------------------------- \| ------------------------- \| ------------------------- \| ------------------------- \| \| 1.º \| Tim Merlier \| Alpecin-Fenix \| 4 h 21 min 09 s \| \| \| 2.º \| Giacomo Nizzolo \| Qhubeka Assos \| + 0 s \| \| \| 3.º \| Elia Viviani \| Cofidis \| + 0 s \| \| \| 4.º \| Dylan Groenewegen \| Jumbo-Visma \| + 0 s \| \| \| 5.º \| Peter Sagan \| Bora-Hansgrohe \| + 0 s \| \| \| 6.º \| Matteo Moschetti \| Trek-Segafredo \| + 0 s \| \| \| 7.º \| Filippo Fiorelli \| Bardiani CSF Faizanè \| + 0 s \| \| \| 8.º \| Lawrence Naesen \| AG2R Citroën Team \| + 0 s \| \| \| 9.º \| Davide Cimolai \| Israel Start-Up Nation \| + 0 s \| \| \| 10.º \| Caleb Ewan \| Lotto-Soudal \| + 0 s \| \| |                   |                        |                 |
| |                   |                        |                 |
| Fuente: ProCyclingStats |                   |                        |                 |
| Clasificación de la etapa |                   |                        |                 |
| Ciclista | Ciclista          | Equipo                 | Tiempo          |
| 1.º | Tim Merlier       | Alpecin-Fenix          | 4 h 21 min 09 s |
| 2.º | Giacomo Nizzolo   | Qhubeka Assos          | + 0 s           |
| 3.º | Elia Viviani      | Cofidis                | + 0 s           |
| 4.º | Dylan Groenewegen | Jumbo-Visma            | + 0 s           |
| 5.º | Peter Sagan       | Bora-Hansgrohe         | + 0 s           |
| 6.º | Matteo Moschetti  | Trek-Segafredo         | + 0 s           |
| 7.º | Filippo Fiorelli  | Bardiani CSF Faizanè   | + 0 s           |
| 8.º | Lawrence Naesen   | AG2R Citroën Team      | + 0 s           |
| 9.º | Davide Cimolai    | Israel Start-Up Nation | + 0 s           |
| 10.º | Caleb Ewan        | Lotto-Soudal           | + 0 s           |

## Clasificaciones al final de la etapa
- Las clasificaciones finalizaron de la siguiente forma:[2]

### Clasificación general(Maglia Rosa)
| \| Clasificación general \| Clasificación general \| Clasificación general \| Clasificación general \| Clasificación general \| \| Ciclista \| Ciclista \| Equipo \| Tiempo \| \| \| --------------------- \| --------------------- \| ---------------------- \| --------------------- \| --------------------- \| \| 1.º \| Filippo Ganna \| Ineos Grenadiers \| 4 h 29 min 53 s \| \| \| 2.º \| Edoardo Affini \| Jumbo-Visma \| + 13 s \| \| \| 3.º \| Tobias Foss \| Jumbo-Visma \| + 16 s \| \| \| 4.º \| Remco Evenepoel \| Deceuninck-Quick Step \| + 20 s \| \| \| 5.º \| João Almeida \| Deceuninck-Quick Step \| + 20 s \| \| \| 6.º \| Rémi Cavagna \| Deceuninck-Quick Step \| + 21 s \| \| \| 7.º \| Jos van Emden \| Jumbo-Visma \| + 21 s \| \| \| 8.º \| Max Walscheid \| Qhubeka Assos \| + 22 s \| \| \| 9.º \| Matthias Brändle \| Israel Start-Up Nation \| + 25 s \| \| \| 10.º \| Gianni Moscon \| Ineos Grenadiers \| + 26 s \| \| |                  |                        |                 |
| |                  |                        |                 |
| Fuente: ProCyclingStats |                  |                        |                 |
| Clasificación general |                  |                        |                 |
| Ciclista | Ciclista         | Equipo                 | Tiempo          |
| 1.º | Filippo Ganna    | Ineos Grenadiers       | 4 h 29 min 53 s |
| 2.º | Edoardo Affini   | Jumbo-Visma            | + 13 s          |
| 3.º | Tobias Foss      | Jumbo-Visma            | + 16 s          |
| 4.º | Remco Evenepoel  | Deceuninck-Quick Step  | + 20 s          |
| 5.º | João Almeida     | Deceuninck-Quick Step  | + 20 s          |
| 6.º | Rémi Cavagna     | Deceuninck-Quick Step  | + 21 s          |
| 7.º | Jos van Emden    | Jumbo-Visma            | + 21 s          |
| 8.º | Max Walscheid    | Qhubeka Assos          | + 22 s          |
| 9.º | Matthias Brändle | Israel Start-Up Nation | + 25 s          |
| 10.º | Gianni Moscon    | Ineos Grenadiers       | + 26 s          |

### Clasificación por puntos(Maglia Ciclamino)
| Clasificación por puntos | Clasificación por puntos | Clasificación por puntos    | Clasificación por puntos | Clasificación por puntos |
| Ciclista                 | Ciclista                 | Equipo                      | Puntos                   |                          |
| ------------------------ | ------------------------ | --------------------------- | ------------------------ | ------------------------ |
| 1.º                      | Tim Merlier              | Alpecin-Fenix               | 50 pts                   |                          |
| 2.º                      | Giacomo Nizzolo          | Qhubeka Assos               | 35 pts                   |                          |
| 3.º                      | Elia Viviani             | Cofidis                     | 30 pts                   |                          |
| 4.º                      | Dylan Groenewegen        | Jumbo-Visma                 | 18 pts                   |                          |
| 5.º                      | Peter Sagan              | Bora-Hansgrohe              | 17 pts                   |                          |
| 6.º                      | Filippo Ganna            | Ineos Grenadiers            | 15 pts                   |                          |
| 7.º                      | Filippo Tagliani         | Androni Giocattoli-Sidermec | 12 pts                   |                          |
| 8.º                      | Edoardo Affini           | Jumbo-Visma                 | 12 pts                   |                          |
| 9.º                      | Matteo Moschetti         | Trek-Segafredo              | 12 pts                   |                          |
| 10.º                     | Filippo Fiorelli         | Bardiani CSF Faizanè        | 10 pts                   |                          |

### Clasificación de la montaña(Maglia Azzurra)
| Clasificación de la montaña | Clasificación de la montaña | Clasificación de la montaña | Clasificación de la montaña | Clasificación de la montaña |
| Ciclista                    | Ciclista                    | Equipo                      | Puntos                      |                             |
| --------------------------- | --------------------------- | --------------------------- | --------------------------- | --------------------------- |
| 1.º                         | Vincenzo Albanese           | Eolo-Kometa                 | 3 pts                       |                             |
| 2.º                         | Filippo Tagliani            | Androni Giocattoli-Sidermec | 2 pts                       |                             |
| 3.º                         | Umberto Marengo             | Bardiani CSF Faizanè        | 1 pt                        |                             |

### Clasificación de los jóvenes(Maglia Bianca)
| Clasificación del mejor joven | Clasificación del mejor joven | Clasificación del mejor joven | Clasificación del mejor joven | Clasificación del mejor joven |
| Ciclista                      | Ciclista                      | Equipo                        | Tiempo                        |                               |
| ----------------------------- | ----------------------------- | ----------------------------- | ----------------------------- | ----------------------------- |
| 1.º                           | Filippo Ganna                 | Ineos Grenadiers              | 4 h 29 min 53 s               |                               |
| 2.º                           | Edoardo Affini                | Jumbo-Visma                   | + 13 s                        |                               |
| 3.º                           | Tobias Foss                   | Jumbo-Visma                   | + 16 s                        |                               |
| 4.º                           | Remco Evenepoel               | Deceuninck-Quick Step         | + 20 s                        |                               |
| 5.º                           | João Almeida                  | Deceuninck-Quick Step         | + 20 s                        |                               |
| 6.º                           | Aleksandr Vlásov              | Astana-Premier Tech           | + 27 s                        |                               |
| 7.º                           | David Dekker                  | Jumbo-Visma                   | + 35 s                        |                               |
| 8.º                           | Mikkel Honoré                 | Deceuninck-Quick Step         | + 36 s                        |                               |
| 9.º                           | Samuele Battistella           | Astana-Premier Tech           | + 36 s                        |                               |
| 10.º                          | Matteo Sobrero                | Astana-Premier Tech           | + 36 s                        |                               |

### Clasificación por equipos"Súper team"
| Clasificación por equipos | Clasificación por equipos | Clasificación por equipos | Clasificación por equipos |
| Equipo                    | Equipo                    | Tiempo                    |                           |
| ------------------------- | ------------------------- | ------------------------- | ------------------------- |
| 1.º                       | Jumbo-Visma               | 13 h 30 min 29 s          |                           |
| 2.º                       | Ineos Grenadiers          | + 9 s                     |                           |
| 3.º                       | Deceuninck-Quick Step     | + 13 s                    |                           |
| 4.º                       | Israel Start-Up Nation    | + 38 s                    |                           |
| 5.º                       | Qhubeka Assos             | + 41 s                    |                           |
| 6.º                       | Astana-Premier Tech       | + 47 s                    |                           |
| 7.º                       | UAE Team Emirates         | + 52 s                    |                           |
| 8.º                       | Bahrain Victorious        | + 1 min 01 s              |                           |
| 9.º                       | EF Education-Nippo        | + 1 min 02 s              |                           |
| 10.º                      | Movistar Team             | + 1 min 06 s              |                           |

## Abandonos
- Krists Neilands no tomó la salida tras sufrir una caída al término de la etapa anterior.[3]